# عيد (جنس)
العِيد (الاسم العلمي: Sarcostemma)، جنس نباتات معمرة مزهرة من فصيلة الدفلية، وصف لأول مرة بأنه جنس في عام 1810. الاسم العلمي مشتق من اليونانية (σαρκὸς)، بمعنى «بدن»، و (στέμμα)، وتعني «إكليل». ينبت في الضعاضع وسفوح الأودية القريبة من سيف البحر، وفي الشواهق حتى ارتفاع 1300 م. وليس له أوراق إنما عساليج كثيفة، طولها نحو 2-7 م. وعرضها نحو 8 مم. تتلولا على الشجر. ثم تتدلى. وقد تتدلى على حافات الجروف، فإن لم ينبت بجوار شجرة أو على جرف نمت عساليجه في مكانها منتصبة نحو المتر ثم منحنية ومتشبصة على هيئة شبه كروية. أعطانه في أفريقيا وآسيا الاستوائية وشبه الجزيرة العربية، وفي أستراليا، وفي أجزاء من أمريكا الشمالية. وعساليجه تحتوي على ماده سائلة بيضاء كاللبن وهي في بعض الأنواع سامة وكاوية.